# 米斯短枝鯰
米斯短枝鯰，為輻鰭魚綱鯰形目鼬鯰科的其中一種，為熱帶淡水魚，分布於南美洲巴西亞馬遜河流域，體長可達3.1公分，棲息在底層水域，生活習性不明。

## 扩展阅读
維基物種上的相關：米斯短枝鯰